# Canadair CL-215

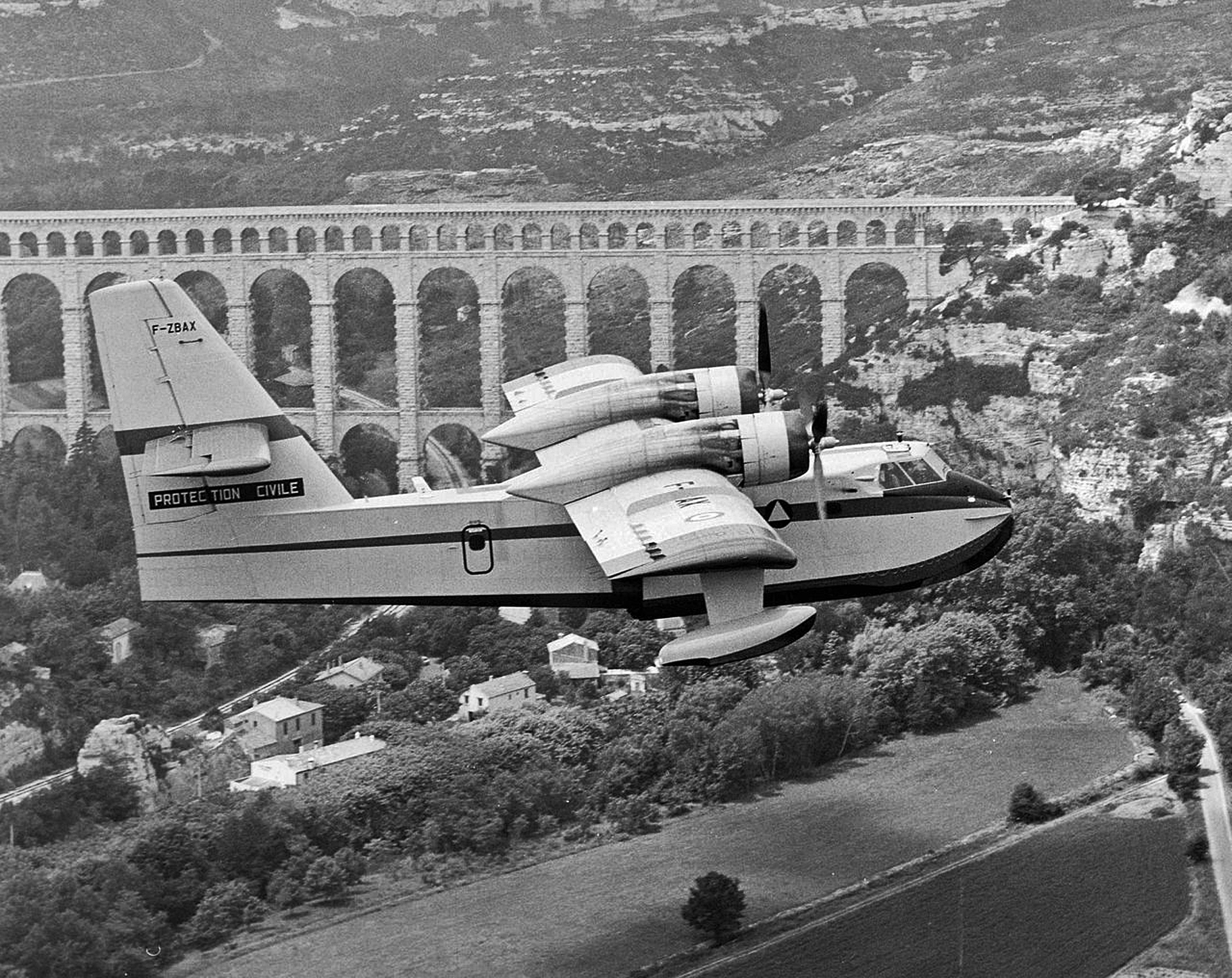
Eine CL-215 des französischen Zivilschutzes vor dem Aquädukt von Roquefavour (1975)

Die Canadair CL-215 ist ein Mehrzweck-Amphibienflugzeug des kanadischen Flugzeugherstellers Canadair Group (einer heutigen Tochter von Bombardier Aerospace), dessen Entwicklung vorrangig der Bekämpfung von Waldbränden als Löschflugzeug galt. Die Rechte wurden im Juni 2016 an Viking Air verkauft.

## Geschichte
Die Spezifikationen für diesen Typ wurden 1963 auf einem Symposium über die Waldbrandbekämpfung im kanadischen Ottawa festgelegt. Anfang 1966 wurde beschlossen, diesen Typ in Serie zu fertigen. Am 23. Oktober 1967 erfolgte der Erstflug. Die kanadische Provinz Québec und der französische Zivilschutz waren die ersten Käufer mit zwanzig bzw. zehn Exemplaren. Sie wurden für die Überwachung der Wälder und zur Bekämpfung von Waldbränden eingesetzt.
Die Produktion wurde im Jahre 1990 eingestellt und auf den – abgesehen von der Motorisierung im Wesentlichen baugleichen – Nachfolger Canadair CL-415 umgerüstet, der ab 1993 verfügbar wurde. Bis dahin wurden 125 Stück in erster Linie an kanadische Provinzen geliefert, aber auch exportiert. Zehn Maschinen wurden für den Rettungseinsatz und die Küstenüberwachung, zwei für die Passagierbeförderung ausgeliefert. Noch heute sind sie im Einsatz.

## Konstruktion

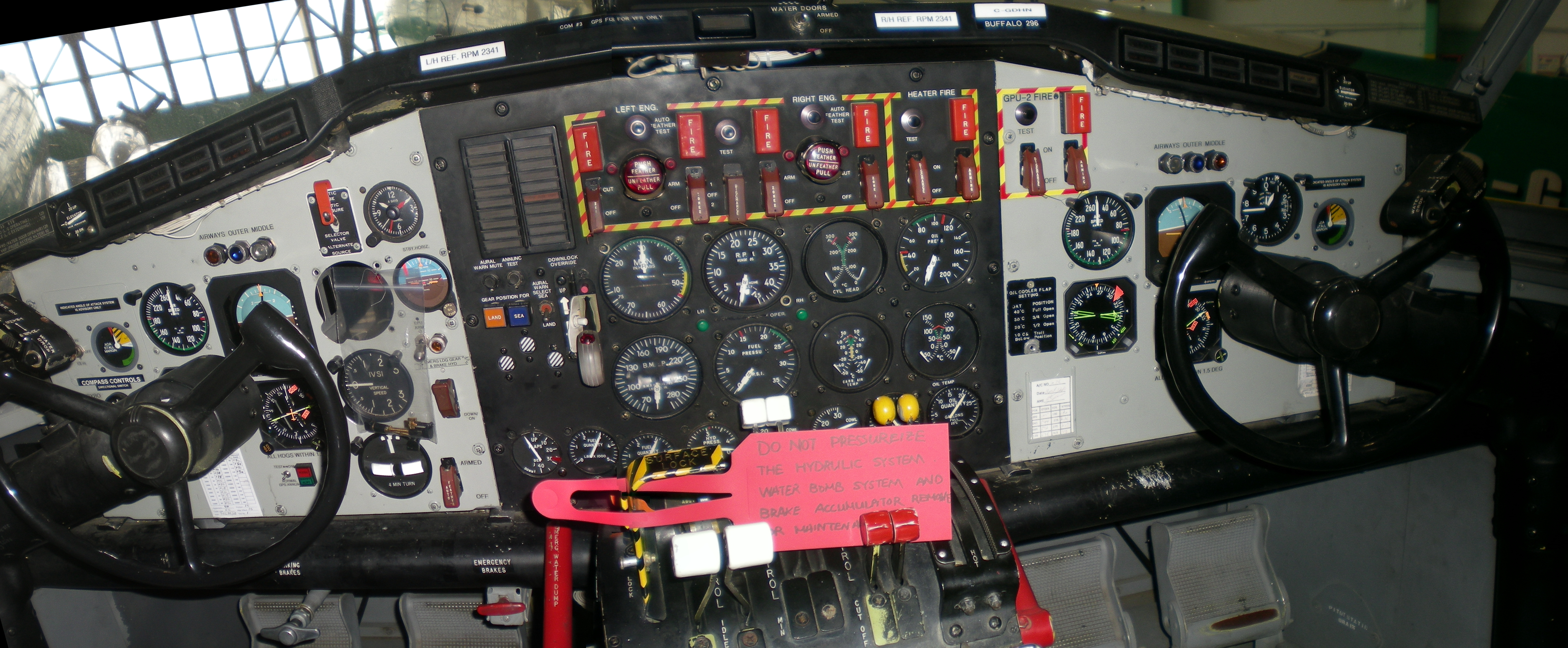
Cockpit der CL-215 C-GDHN („Buffalo 296“)

Die CL-215 ist ein zweimotoriges Schulterdecker-Amphibienflugzeug in Ganzmetallbauweise. Sie besitzt einen einstufigen Bootskörper und starr montierte Stützschwimmer unter den Flügeln. Für die Landung an Land ist ein einziehbares Dreibeinfahrgestell vorhanden, wobei das Bugrad komplett in den Rumpf einfährt und die Hauptfahrwerksräder in eine hohe Position unter die Tragflächen gefahren werden, jedoch außerhalb der Rumpfkontur verbleiben. Für die Brandbekämpfung kann die CL-215 5.455 Liter Wasser oder Löschmittel aufnehmen, zusätzlich können in gesonderten Tanks 710 kg Schaumkonzentrat geladen werden. Die Löschwasseraufnahme erfolgt im Regelfall in einer Art Touch-and-Go-Manöver auf dem Gewässer, aus dem das Wasser entnommen wird. Während das Amphibienflugzeug nach dem Aufsetzen annähernd mit Abhebegeschwindigkeit (ca. 80 kts/150 km/h) über das Wasser gleitet, werden durch ausfahrbare Hutzen auf der Rumpfunterseite die Tanks durch den Staudruck des Wassers in wenigen Sekunden gefüllt. Durch dieses zeitsparende Verfahren wird eine hohe Zahl von Einsatzzyklen im Löscheinsatz erreicht. Der Wasserabwurf erfolgt durch Klappen auf der Unterseite des Rumpfes.

## Varianten
Typen- und Kurzbezeichnung
- CL-215-1A10: die ursprüngliche CL-215 mit Pratt & Whitney R-2800 Double Wasp CA3 Doppelsternmotoren
- CL-215-6B11 Variante CL-215T: mittels eines Retrofit-Satzes umgerüstete ursprüngliche CL-215, bei denen die Kolbentriebwerke durch PW123AF-Turboprops ersetzt wurden. Ebenso wurden Flügelspitzen und Höhenleitwerk verändert (entsprechen CL-415).
- CL-215-6B11 Variante CL-415: siehe Artikel Canadair CL-415, das Nachfolgemodell.

## Nutzung

### Aktuelle Betreiber
Griechenland
- Griechische Luftstreitkräfte, 355 MTM: 21 CL-215[3]

 Italien
- Società Ricerche Esperienze Meteorologiche (SoREM): fünf CL-215 geleast ans Ausland[4]

 Kanada
- Conair Group, Abbotsford, British Columbia: vier CL-215P
- Government Air Services, Manitoba: sieben CL-215P; fünf wurden abgeschafft und ab Herbst 2010 schrittweise durch vier CL-415 ersetzt.
- Government of Newfoundland and Labrador: zwei CL-215P
- Buffalo Airways, Yellowknife, Northwest Territories: sechs CL-215P
- Ministry of Natural Resources, Ontario: neun CL-215T
- Bombardier, Montreal, Québec: vier CL-215T
- Ministry of Natural Resources and Wildlife, Québec: vier CL-215P, zwei CL-215Ts. Sie betreiben außerdem noch weitere acht CL-415
- Ministry of the Environment, Saskatchewan: sechs CL-215P

 Portugal
- zwei CL-215s, im Betrieb durch SoREM[4]

 Spanien
- Ejército del Aire, 43 Grupo[6]
- Ministry of Environment (CEGISA): fünf ehemalige spanische Luftwaffen-CL-215T[7]

 Thailand
- Royal Thai Navy: ein Exemplar[8] zwei CL-215 geliefert im Jahr 1978 für Aufklärungs- und Rettungsflüge.[9]

 Türkei
- Istanbul Metropolitan Municipality: zwei CL-215 im Betrieb durch SoREM[7]
- Turkish Ministry of Forestry: zwei CL-215, ehemalige Buffalo-Airways-Maschinen aus Kanada, im Betrieb durch SoREM[7]
- Türk Hava Kurumu: sieben CL-215[7]

 Vereinigte Staaten
- Es liegen keine genauen Zahlen vor.

### Ehemalige Betreiber
Frankreich
- Sécurité Civile: 15 Löschflugzeuge waren von 1969 bis 1996 im Betrieb, inzwischen wurden alle durch CL-415 ersetzt.[10] Der französische Zivilschutz gehörte zu den ersten Nutzern der CL-215. Im Jahre 1975 kamen 2 dieser französische CL-215 beim o. g. Brand in der Lüneburger Heide zum Einsatz.

 Venezuela
- CVG Ferrominera Orinoco: zwei CL-215, eine stürzte 1989 ab, die andere ist seitdem eingemottet.[11]

 Jugoslawien
- RV i PVO: fünf CL-215 waren im Betrieb des 676th Fire Fighting Squadron seit 1981, bis vier im Jahr 1995 an Griechenland verkauft wurden.[12]

## Zwischenfälle
- Am 25. Juli 2023 stürzte auf der griechischen Insel Euböa eine CL-215 der griechischen Luftstreitkräfte im Löscheinsatz gegen Waldbrände ab. Die beiden Piloten kamen ums Leben.[13][14]

## Technische Daten

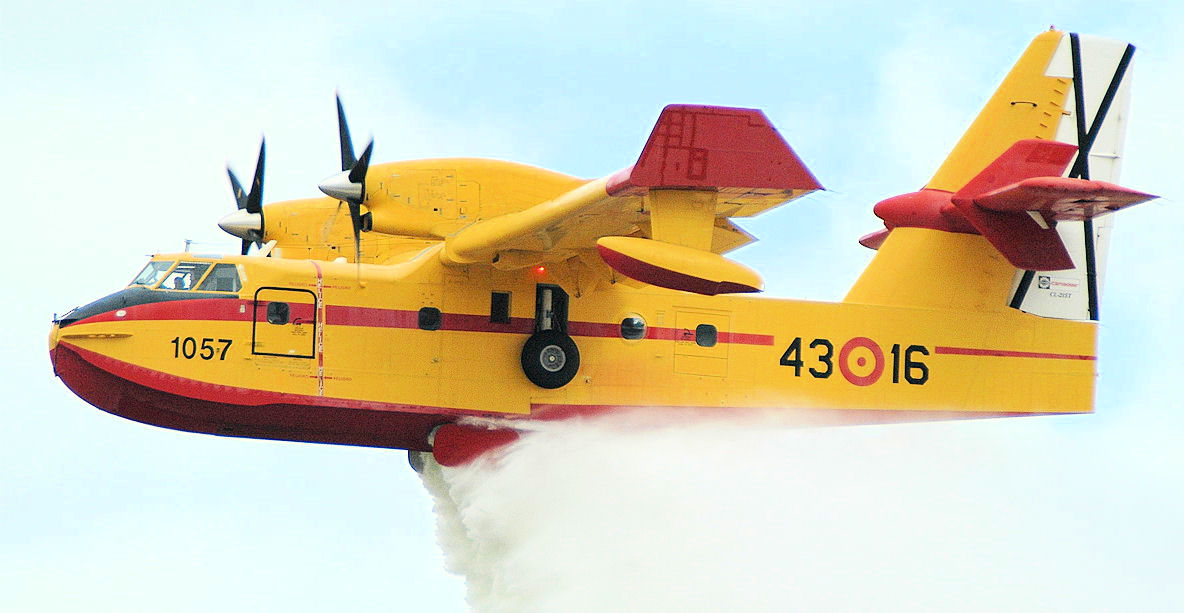
Canadair CL-215T
(CL-215 umgerüstet auf Turboprop mit gleicher Motorisierung wie CL-415)

| Canadair Löschflugzeuge        | Canadair CL-215 (Kolbenmotoren)                                    | Canadair CL-215T (auf Turboprop umgerüstet)                            | Canadair CL-415 (Turboprop)                                            |
| ------------------------------ | ------------------------------------------------------------------ | ---------------------------------------------------------------------- | ---------------------------------------------------------------------- |
| Typ                            | Mehrzweck-Amphibienflugzeug                                        | Mehrzweck-Amphibienflugzeug                                            | Mehrzweck-Amphibienflugzeug                                            |
| Länge                          | 19,82 m                                                            | 19,82 m                                                                | 19,82 m                                                                |
| Spannweite                     | 28,60 m                                                            | 28,61 m                                                                | 28,61 m                                                                |
| Höhe                           | 8,92 m                                                             | 8,98 m                                                                 | 8,98 m                                                                 |
| Antrieb                        | Zwei Pratt & Whitney R-2800-CA3 Sternmotoren mit je 1.566 kW       | Zwei Pratt & Whitney Canada PW123AF Propellerturbinen mit je 2.380 WPS | Zwei Pratt & Whitney Canada PW123AF Propellerturbinen mit je 2.380 WPS |
| Reisegeschwindigkeit           | 291 km/h (in 3.050 m Höhe)                                         | 287 km/h                                                               | 287 km/h                                                               |
| Reichweite                     | 2.092 km mit 1.587 kg Nutzlast und Langstrecken-Triebwerksleistung | 2.427 km                                                               | 2.427 km                                                               |
| Leermasse                      | 12.161 kg                                                          | 11.789 kg (als Löschflugzeug: 12.043 kg)                               | 11.789 kg (als Löschflugzeug: 12.043 kg)                               |
| Max. Startmasse an Land        | 19.731 kg                                                          | 19.800 kg                                                              | 19.800 kg                                                              |
| Max. Startmasse auf dem Wasser | 17.100 kg                                                          | 17.100 kg                                                              | 17.100 kg                                                              |